# Jorge Gutiérrez (actor)
Jorge «Coco» Gutiérrez Aguirre (Bellavista, Callao; 5 de diciembre de 1981) es un actor, director y docente peruano, que ha ganado reconocimiento por haber protagonizado la miniserie Los choches de Frecuencia Latina, interpretando a «Coco», y por sus papeles antagónicos en series y películas nacionales. 

## Biografía
Nació el 5 de diciembre de 1981 en Bellavista, distrito de la Región Callao, bajo el nombre completo de Jorge Gutiérrez Aguirre.[cita requerida] Se formó como actor en el Instituto Charles Chaplin y en los talleres de David Carrillo, Mateo Chiarella Viale y Aldo Miyashiro.[cita requerida]
Proveniente de una familia de clase media, comenzó su carrera artística en 1993, participando en el elenco principal del programa infantil Hola Yola de América Televisión, asumiendo el rol de Burbujito. Pero fue hasta el año 1994, cuando le llegaría la oportunidad de iniciar su faceta como actor infantil a los 12 años, conformando el reparto protagónico de la teleserie Pirañitas: Escuela de la calle, gracias a la intervención del productor Manolo Castillo. Según en una entrevista para el portal El Comercio, Gutiérrez afirmó que compitió contra 100 niños para el papel de la ficción, siendo uno de los escogidos entre 7 integrantes.
Al año siguiente, alcanza al estrellato como protagonista de la miniserie Los choches de Frecuencia Latina, junto a Ramón García y Joel Ezeta, interpretando a «Coco», uno de los niños de la banda.
Cumpliendo la mayoría de edad, continuó con su carrera actoral participando en un capítulo del programa policial Detrás del crimen en el año 2005.[cita requerida] A lo paralelo, Gutiérrez se incorpora a los elencos principales de las teleseries La gran sangre (2007), Dina Paúcar: El sueño continúa (2008), Ojitos hechiceros (2018-2019), Luz de luna (2021) y Llauca (2021).
En el año 2008, fue uno de los protagonistas de la miniserie Los Jotitas, bajo el papel del futbolista César «Huevito» Ruiz, uno de los jugadores de la selección de fútbol de Perú quién participó en la Copa Mundial de Fútbol Sub-17 de 2007. En la ficción, compartió escena junto a los actores Gustavo Borjas, Manuel Baca Solsol, Lucho Cáceres y André Silva.
En el año 2012, fue participante del segmento ¿Quién soy? en el programa nocturno televisivo Enemigos públicos, donde logró consagrarse campeón del concurso.
En el teatro, fue protagonista de la obra teatral Barrunto en 2018, conformando el elenco con Fiorella Luna, Gustavo Borjas y Dante del Águila, interpretando a un barrista del equipo de fútbol Alianza Lima.
Años más tarde, protagoniza la obra virtual Día de miércoles en 2020, compartiendo roles con Gustavo Cerrón y Américo Zúñiga. En ese año, también protagoniza Salto en sepia con Renato Pantigozo.[cita requerida] En los años siguientes 2021 y 2022, inicia su etapa como director de teatro, asumiendo la dirección general de las obras teatrales Reclusión, Vikingos, El planeta de la felicidad y En la oscuridad.[cita requerida]
En el año 2022, protagoniza el cortometraje El Taita: Un infierno conquistado por el bien[cita requerida] y al año siguiente, coprotagoniza la producción teatral Mi persona favorita al lado de Natali Zegarra y Alexis Arteaga, bajo el personaje de Omar, el amigo de la pareja protagonista, y fue estrenada en el Teatro Auditorio de Miraflores. En ese año, protagoniza la obra teatral Manicomio.
En el año 2024, antagoniza la teleserie Tu nombre y el mío, interpretando a David Huamán «el Cobra», un delincuente de barrio y cómplice de Marcial Montero y el Chacal Ayala.[cita requerida]
Gutiérrez dedica a la docencia como profesor de actuación para niños, adolescentes y adultos en su productora de teatro Desata2.

## Filmografía

### Teatro
- Promoción (2016), reparto principal.
- Lumpenenses (2018), Antonio (reparto central).
- Enemigo oculto (2018), Capitán Cueto (reparto principal).
- Las formas del amor (2018), reparto central.
- Barrunto (2018), protagonista.
- Folk (2018), reparto principal.
- Vikingos (2019), Zancudo (reparto central).
- Cerebros cerebritos (2019), Ruedas (reparto central).
- Día de miércoles (2020), protagonista.
- Lo lógico de lo absurdo (2020), reparto principal.
- Salto en sepia (2020), protagonista.
- Collacocha (2020), reparto central.
- El planeta de la felicidad (2021), director general.
- Reclusión (2021), director general.
- Vikingos (2021), director general.
- En la oscuridad (2022), director general.
- De mentes a orillas del río (2022), James L. Swain (reparto central).
- Mi persona favorita (2023), Omar (coprotagonista).
- Manicomio (2023), protagonista.
- En un mundo al revés (2024), Diego (protagonista).

### Cine
- El evangelio de la carne (2013), reparto principal.
- Utopía (2018), Ignacio (reparto secundario).
- Django: Sangre de mi sangre (2018), reparto principal.
- Yuli (2018), reparto central.
- Ayataki, reparto principal.
- Ciudad Jardín, reparto central.
- Pagando pato, reparto central.
- La navaja de Don Juan, reparto central.
- La Foquita: El 10 de la calle (2020), reparto recurrente.
- El Taita: Un infierno conquistando por el bien (2022), protagonista.
- Susy: Una vedette en el congreso (2023), reparto recurrente.
- Chabuca (2024), antagonista secundario.

### Televisión
- Hola Yola (1993-1994), Burbujito (parte del elenco).
- Pirañitas: Escuela de la calle (1994), protagonista.
- Los choches (1995), «Coco» (protagonista).
- Detrás del crimen (2005), reparto central.
- La gran sangre (2007), reparto recurrente.
- Los Jotitas (2008), César «Huevito» Ruiz Sánchez (protagonista).
- Los del barrio (2008), Mudo (antagonista principal).
- Dina Páucar: El sueño continúa (2008), antagonista principal.
- Clave uno: médicos en alerta (2009), reparto recurrente.
- Enemigos públicos (2012), participante del segmento ¿Quién soy?.
- Ojitos hechiceros (2018-2019), reparto recurrente.
- Señores papis (2019), Miguel (reparto principal).
- Llauca (2021), Dante (reparto principal).
- Luz de luna (2021), Rolando «Rulo» (antagonista recurrente).
- Tu nombre y el mío (2024), David Huamán «el Cobra» (antagonista principal).